# 小行星2580
小行星2580（2580 Smilevskia）是一颗围绕太阳公转的小行星。1977年8月18日，尼古拉·切爾尼赫在克里米亚发现了此天体。
該小行星以烏克蘭新聞記者莫伊塞爾·瓦西爾埃維奇·斯米列夫斯基（Moisei Vasil'evich Smilevskii）命名。
这颗小行星的绝对星等为221.58604等。